# Parrotia persica

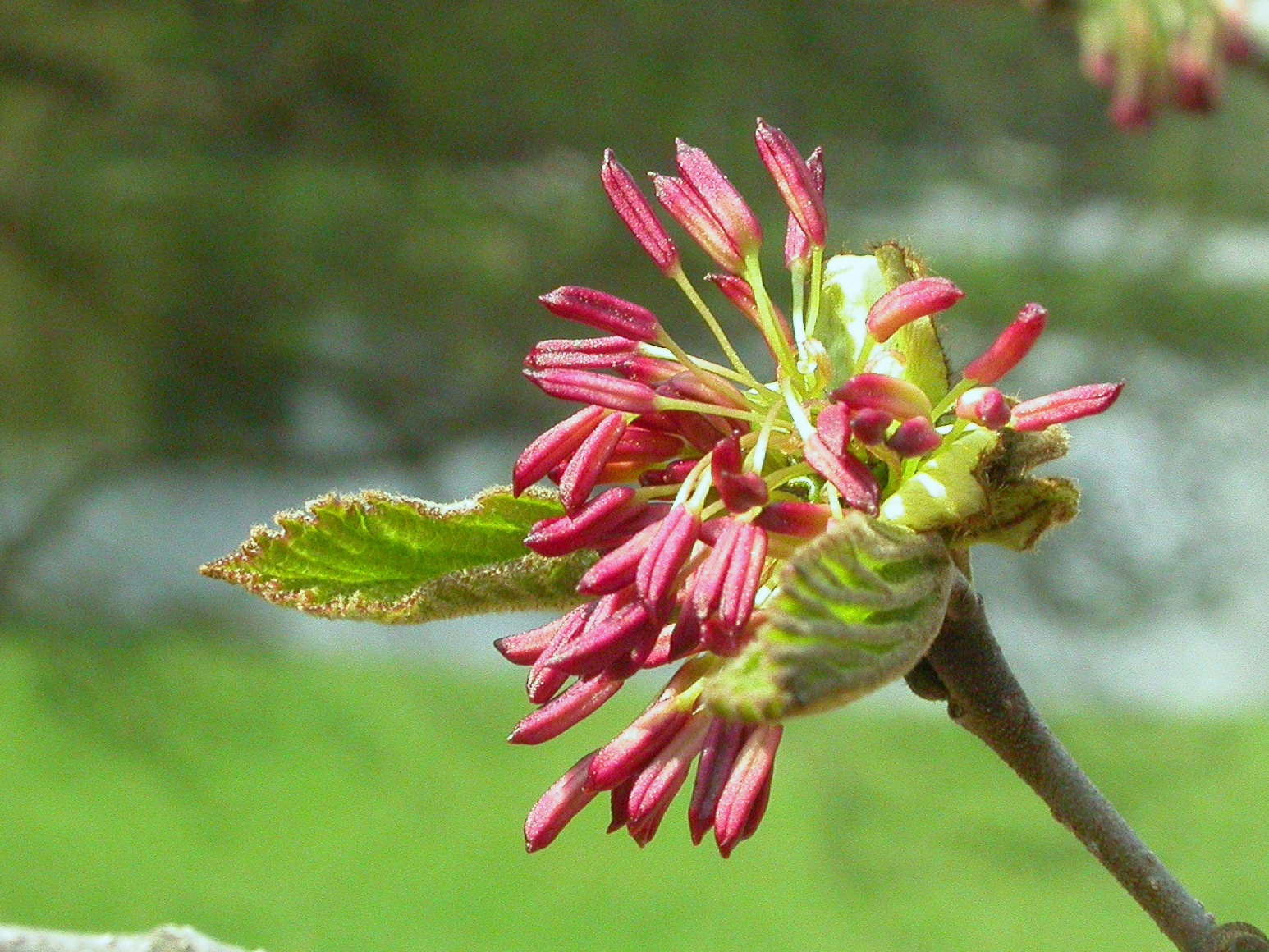
Blütenstand

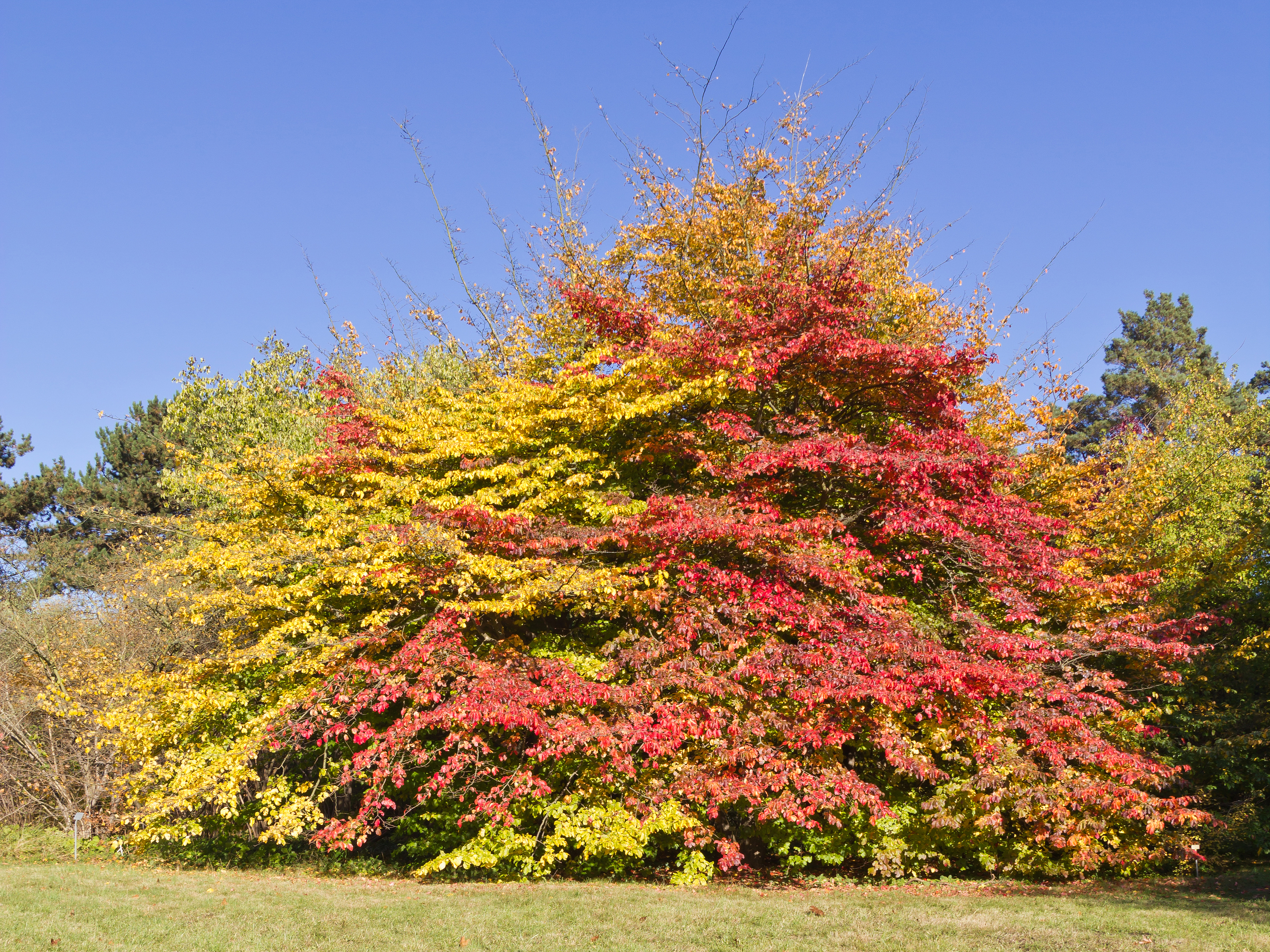
Baum im Herbst

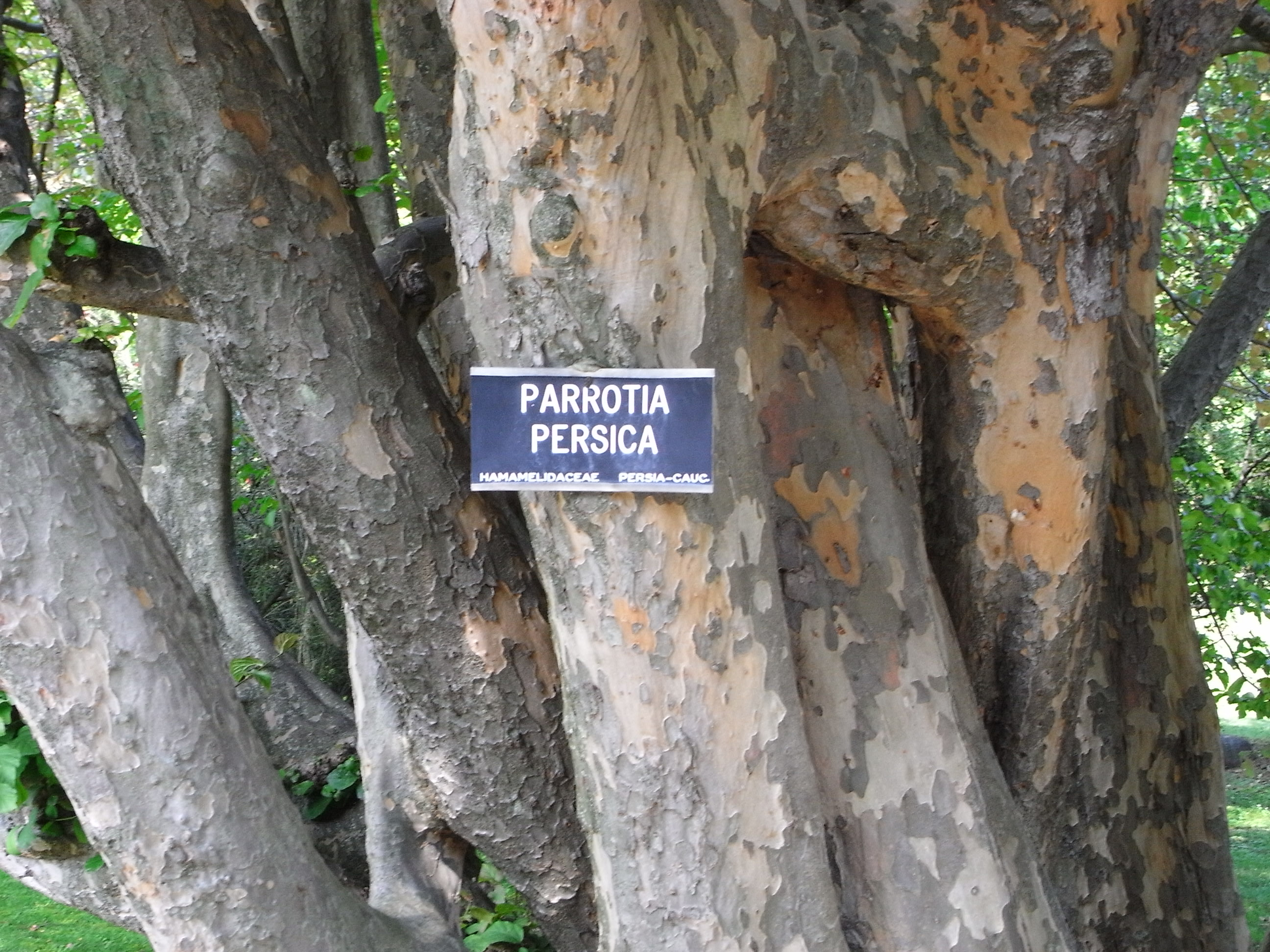
Typische Rinde der Parrotie

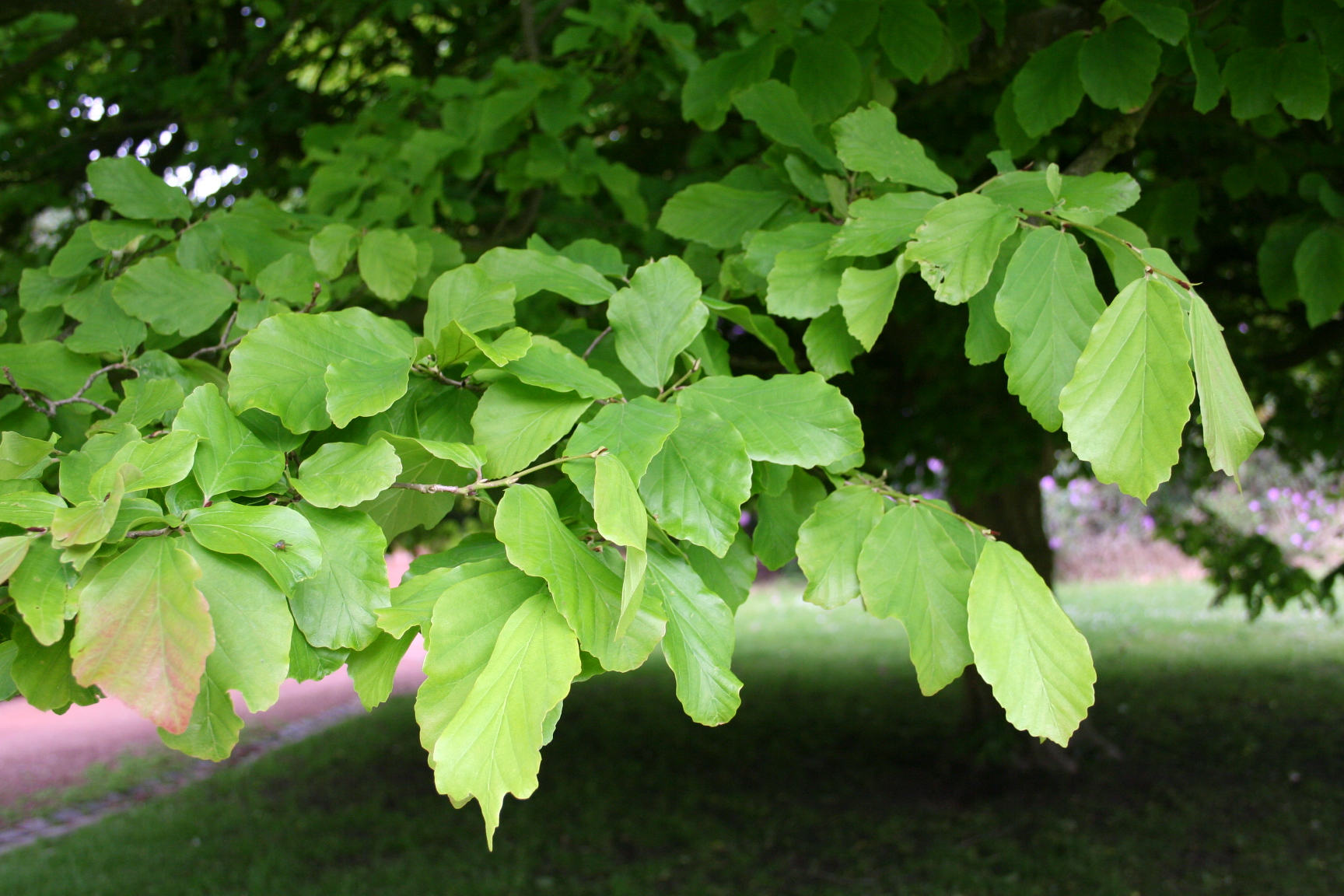
Blätter

Parrotia persica, auch Parrotie, Persischer Eisenholzbaum, Persisches Eisenholz, Eisenbaum und wie viele andere Pflanzenarten auch Eisenholz genannt, ist eine Pflanzenart in der Familie der Zaubernussgewächse.

## Beschreibung

### Erscheinungsbild und Blatt
Parrotia persica ist ein sommergrüner Strauch oder kleiner, langsamwüchsiger Baum mit kurzem Stamm, der Wuchshöhen von bis über 18 Meter, selten bis über 22 Meter erreichen kann. Der Stammdurchmesser erreicht über 65 Zentimeter, selten bis über 90 Zentimeter. Einstämmige Exemplare sind meist auffallend niedrig und schon dicht über dem Boden stärker verzweigt. Seine Stämme besitzen eine gräuliche bis bräunliche, abblätternde Schuppenborke. Die Rinde junger Zweige ist mit Sternhaaren (Trichome) bedeckt. Die Winterknospen sind gestielt und mit Knospenschuppen ausgestattet. Die Zweige und Äste der Sträucher verwachsen oft untereinander und bilden ein dichtes Dickicht. Die Parrotie kann über 150 Jahre alt werden.
Die wechselständig angeordneten Laubblätter sind in Blattstiel und -spreite gegliedert. Der kurze Blattstiel ist 2 bis 6 Millimeter lang. Die einfache, fast kahle, ledrige Blattspreite ist bei einer Länge von 6 bis 12 Zentimeter verkehrt-eiförmig bis elliptisch mit gerundetem bis schwach herzförmigem oder spitzem Spreitengrund und gerundetem oder stumpfem bis spitzem oberen Ende. Der Blattrand ist ganz bis in der oberen Hälfte, teils feinspitzig, bogig gezähnt oder gekerbt bis gesägt. Die Herbstfärbung der Laubblätter ist leuchtend gelb, orangefarben oder orangerot. Die großen Nebenblätter sind hinfällig.

### Blütenstand, Blüte, Frucht und Samen
Die Blütezeit reicht von Januar bis März und die Blüten entfalten sich vor den Blättern. Parrotia persica ist andromonözisch, das heißt, auf einem Exemplar kommen zwittrige und rein männliche Blüten vor.
Meist zwei bis acht Blüten stehen in end- oder achselständigen, dichten, köpfchenförmigen Blütenständen. Die Köpfchen sind von 1 bis 1,5 Zentimeter langen, außen braunfilzigen, innen grünlichen, kahlen Hochblättern (Knospenschuppen) umgeben. Die Blüten sind sitzend mit einfacher Blütenhülle. Die kleinen, fünf bis neun unscheinbaren, grünlichen und ungleichen Kelchblätter sind bis 5–6 Millimeter lang mit bräunlichen Haarbüscheln an der Spitze. Die Kronblätter fehlen. Es ist ein kleiner Blütenbecher vorhanden. Die bis zu 14–15 Staubblätter besitzen bis 1,5 Zentimeter lange Staubfäden mit roten, länglichen und bespitzten Staubbeuteln. Der Fruchtknoten ist knapp oberständig mit zwei ausgebogenen Griffeln und länglichen, papillösen Narben.
Die kleine, zweisamige Kapselfrucht mit Griffelresten öffnet sich zwei- bis vierklappig. Die dunkelbraunen, glatten, etwa 7–9 Millimeter langen und schmal-eiförmigen, spitzen Samen sind glänzend.

### Chromosomenzahl
Die Chromosomenzahl beträgt 2n = 24.

## Systematik
Die Erstbeschreibung von Parrotia persica erfolgte 1830 durch Augustin-Pyrame de Candolle als Hamamelis persica. Carl Anton von Meyer kombinierte 1831 die Art in die von ihm neu aufgestellte Gattung Parrotia um.

## Verbreitung und Nutzung
Die Parrotie ist im nördlichen Iran sowie in Transkaukasien beheimatet. Man findet diese dekorative Pflanzenart als Ziergehölz gelegentlich in Parkanlagen und auch in fast allen botanischen Gärten.